# 828
| [ Edytuj tabelę ]          |                                              |
| Król Anglii                | - 825 Egbert 839                             |
| Hrabia Aragonii            | - 809 Aznar I 839                            |
| Król Asturii               | - 791 Alfons II 842                          |
| Hrabia Barcelony           | - 826 Bernard 832                            |
| Cesarz Bizancjum           | - 820 Michał II Amoryjczyk 829               |
| Chan Bułgarii              | - 814 Omurtag 831                            |
| Cesarz Chin                | - 826 Tang Wenzong 840                       |
| Król Franków wschodnich    | - 814 Ludwik I Pobożny 840                   |
| Cesarz Japonii             | - 823 Junna 833                              |
| Kalif                      | - 813 Al-Mamun 833                           |
| Król Khmerów               | - 802 Dżajawarman II 850                     |
| Patriarcha Konstantynopola | - 821 Antoni I Kassimates 836                |
| Król Nawarry               | - 824 Inigo Arista 851                       |
| Król Nortumbrii            | - 808 Eanred 840                             |
| Książę Obodrzyców          | - 826 Gostomysł 844                          |
| Papież                     | - 827 Grzegorz IV 844                        |
| Cesarz rzymski             | - 814 Ludwik I Pobożny 840 - 817 Lotar I 855 |
| Doża Wenecji               | - 827 Giustiniano Partecipazio 829           |
| Książę wielkomorawski      | - 820 Mojmir I 846                           |

Rok 828 / DCCCXXVIII
stulecia: VIII wiek ~
IX wiek ~
X wiek

lata: 818 «
823 «
824 «
825 «
826 «
827 «
828
» 829
» 830
» 831
» 832
» 833
» 838

## Wydarzenia
- Europa
  - utworzenie trzech komitatów na terenach południowosłowiańskich: komitat nad Sawą, Karantania i Dolna Panonia, które były zależne od margrabiów Marchii Wschodniej

## Urodzili się
- Yantou Quanhuo – chiński mistrz chan (zm. 887)